# Гагаринка (Омская область)
Гагаринка — деревня в Называевском районе Омской области. Входит в состав Покровского сельского поселения.

## История
В 1982 году Указом Президиума Верховного Совета РСФСР деревня Звероферма переименована  в Гагаринка.

## География
Гагаринка находится на западе Омской области, в местности с плоско-западинными водоразделами с заторфованными озёрными котловинами и займищами, с разнотравно-злаковыми и галофитными полынно-бескильницевыми лугами, осиново-берёзовыми кустарниковыми осоковыми лесами на солонцах чернозёмно-луговых и лугово-чернозёмных.. 

## Население
| 2002 | 2010 |
| ---- | ---- |
| 201  | ↘173 |

## Инфраструктура
В советское время действовала звероферма.

## Транспорт
Просёлочные дороги. 